# شيبا إينو
شيبا إينو (بالإنجليزية: Shiba Inu)‏، المعروفة أيضًا باسم شيبا توكين، هي عملة مشفرة لا مركزية أُنشئت في أغسطس 2020 بواسطة شخص مجهول يعرف باسم «ريوشي». وهي رمز مميز لـ إيثريوم في إيثريوم بلوكتشين، وهي تستند إلى دجكوين؛ تُوصف بأنها «قاتلة للدجكوين».
ارتفع سعر صرف العملة المشفرة بشكل ملحوظ في أوائل أكتوبر 2021. زادت قيمتها 240% خلال الأسبوع. ومع ذلك، في بداية شهر نوفمبر، انخفض السعر واستمر في الانخفاض، منهيا الشهر بعد أن فقد ما يقرب من 55% من قيمته.